# Latvijas Balzams
Latvijas Balzams és l'empresa més gran de producció de begudes alcohòliques als països bàltics amb seu a Riga. A partir de 2006, tenia una quota de mercat aproximadament del 50% a Letònia.
La companyia té una llarga història amb el seu començament l'any 1900 quan Riga State Spirits Warehouse No.1 va començar a funcionar, més tard el 1970, va canviar el seu nom pel de Latvijas balzams i finalment es va convertir en una empresa pública per accions el 1997 amb operacions a la borsa de valors de NASDAQ OMX Riga. El seu producte insígnia és el Bàlsam negre de Riga, un licor d'herbes tradicional a Letònia.